# Persiskspråkiga Wikipedia
Persiskspråkiga Wikipedia (persiska: ویکی‌پدیای فارسی) är den persiskspråkiga versionen av Wikipedia. Den startades i december 2003. Den persiskspråkiga Wikipedian var i januari 2022 den 19:e största utgåvan av Wikipedior, räknat efter antal artiklar. Den har för närvarande 1 033 441 artiklar.